# Евеліна Папазоглу
Евеліна Папазоглу (угор. Evangelia Papazoglou, 14 січня 1995) — угорська синхронна плавчиня.
Учасниця Олімпійських Ігор 2016, 2020 років.